# Dieta (retribución)
Dieta o viáticos, en el ámbito del trabajo, es una retribución extrasalarial, de naturaleza indemnizatoria o compensatoria y de carácter irregular, que tiene como finalidad el resarcimiento o compensación de los gastos de manutención y alojamiento del trabajador, ocasionados como consecuencia de la situación de desplazamiento.»

## Dieta para afrontar gastos de alojamiento y manutención

### España
Los diputados del Congreso reciben una ayuda económica de 1.823 euros mensuales para los diputados de fuera de Madrid y 870,56€ para los de la capital. En 2012 hay 63 diputados que la cobran: 34 del Partido Popular (18,37% de los diputados populares), 25 del PSOE (23% de los diputados socialistas), uno de CiU y uno de Coalición Canaria.

### Perú
La dieta se aplica en casos que no se recurra al sueldo de una autoridad según el artículo 39 de la Constitución de 1993. Esto es recurrente en regidores de municipalidades, en que se paga por un máximo de dos sesiones de concejo al mes. Esto varía por la población electoral, en que a mayor población mayor retribución económica; en que puede incrementarse en sus primeros meses de su cargo, siempre que no superen el 30% del sueldo mensual de los alcaldes.
También ocurre con consejeros regionales.
En 2002 se propuso establecer un monto fijo.